# Flagellés
Cet article possède des paronymes, voir Flagelle et Flagellum.

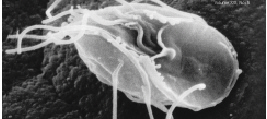
Excavé parasite (Giardia lamblia)

Schéma représentant une euglène. Légende : 1 - noyau, 2 - chloroplastes, 3 - granules de paramylon, 4 - vacuole contractile, 5 -, 6 - réservoir, 7 - flagelle court, 8 - photorécepteur, 9 - tache oculaire, 10 - flagelle long.

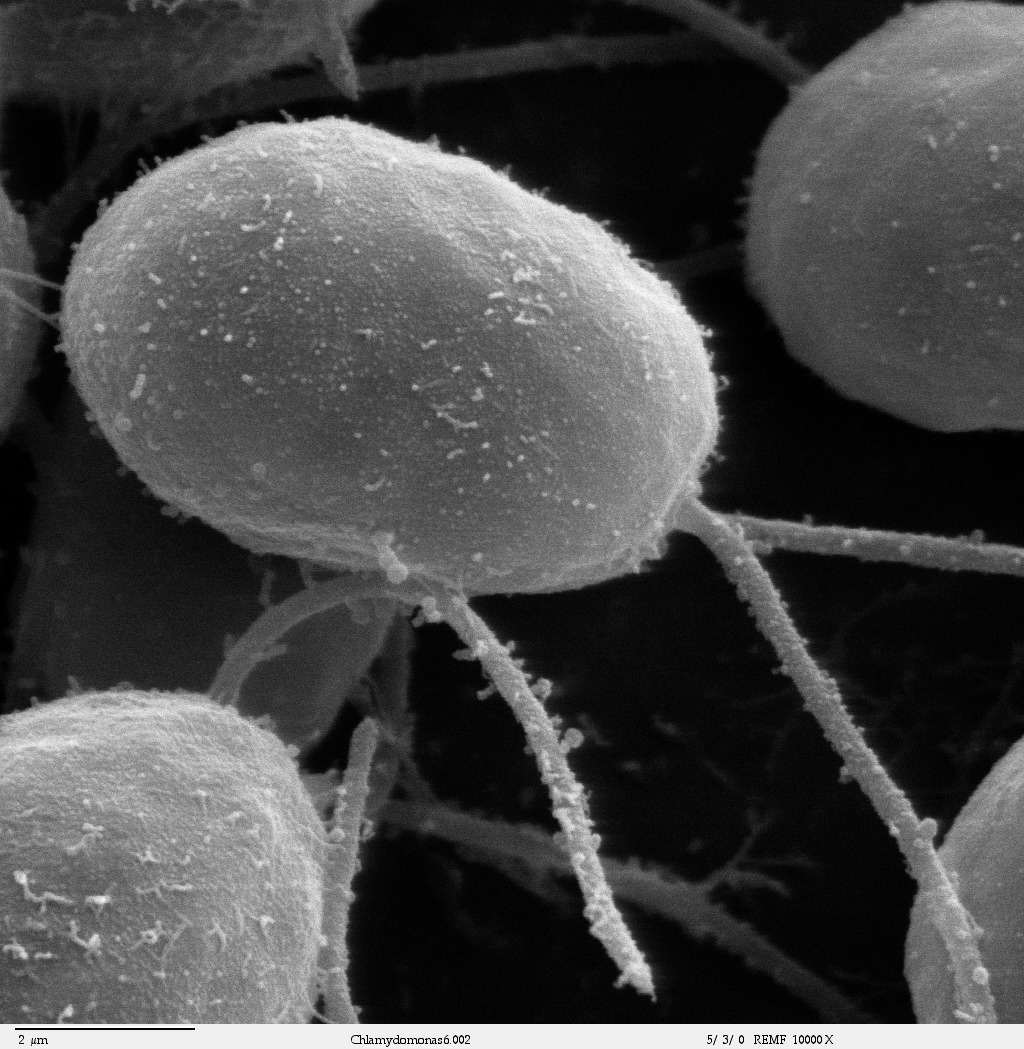
Algue verte du genre Chlamydomonas

Les flagellés ou Flagellata (du latin flagellum = fouet) sont des organismes eucaryotes unicellulaires, qui sont dotés de flagelles dont ils se servent pour leur propulsion.
Certains flagellés sont hétérotrophes, c'est-à-dire qu'ils se nourrissent de substances organiques, d'autres sont autotrophes et pratiquent la photosynthèse. D'autres encore sont mixotrophes : tantôt hétérotrophes, tantôt autotrophes.
Vu leur déplacement actif, on classait jadis les flagellés hétérotrophes parmi les animaux. Les flagellés phototrophes, tels Euglena gracilis, étaient alors classés comme forme intermédiaire entre les animaux et les plantes. À l'heure actuelle, les flagellés n'appartiennent ni aux animaux, ni aux plantes ; ce sont des protistes.

## Classification classique
Dans la classification classique, les Flagellés étaient séparés en deux groupes taxinomiques :
- les Phytoflagellés (d'affinité végétale), étudiés en botanique par les spécialistes des algues ;
- les Zooflagellés (d'affinité animale), étudiés en zoologie par les spécialistes des protozoaires.